# Pseudoxandra williamsii
Pseudoxandra williamsii (R.E. Fr.) R.E.Fr. – gatunek rośliny z rodziny flaszowcowatych (Annonaceae Juss.). Występuje naturalnie w Peru. 

## Morfologia
PokrójZimozielony krzew o owłosionych gałęziach.
LiścieMają podłużny kształt. Mierzą 12–20 cm długości oraz 3–5 cm szerokości. Nasada liścia zbiega po ogonku. Blaszka liściowa jest całobrzega o spiczastym wierzchołku. Ogonek liściowy jest owłosiony i dorasta do 4–5 mm długości.
KwiatySą zebrane w pęczki, rozwijają się w kątach pędów. Działki kielicha mają owalny kształt. Płatki mają owalny kształt i osiągają do 11–12 mm długości.